# Delfino Codazzi
Pour les articles homonymes, voir Codazzi.
Delfino Codazzi (né le 7 mars 1824 à Lodi, en Lombardie, alors dans le Royaume lombard-vénitien et mort le 21 juillet 1873 à Pavie) est un mathématicien italien du XIXe siècle.

## Biographie
Delfino Codazzi a fait d'importantes contributions à la géométrie différentielle des surfaces, telles les équations de Gauss-Codazzi.